# فرودگاه صحرایی مووگیس
فرودگاه صحرایی مووگیس (به انگلیسی: Amougies Airfield) (به زبان بومی: Aérodrome d'Amougies) یک فرودگاه خصوصی است که یک باند فرود چمن دارد و طول باند آن ۶۱۰ متر است. این فرودگاه در شهر مون-دو-لانکلو کشور بلژیک قرار دارد و در ارتفاع ۱۵ متری از سطح دریا واقع شده است.